# Europäische Badminton-Hochschulmeisterschaft 2019
Die Europäische Badminton-Hochschulmeisterschaft 2019 fand vom 23. bis zum 29. Juni 2019 in Łódź statt. Es war die 12. Austragung der Titelkämpfe.

## Sieger und Platzierte
| Disziplin    | Gold                          | Silber                           | Bronze                                  |
| ------------ | ----------------------------- | -------------------------------- | --------------------------------------- |
| Herreneinzel | Jan Louda                     | Ondřej Král                      | John Torjussen                          |
| Herreneinzel | Jan Louda                     | Ondřej Král                      | Valentin Singer                         |
| Dameneinzel  | Lilian Yang                   | Ronja Stern                      | Sabina Milová                           |
| Dameneinzel  | Lilian Yang                   | Ronja Stern                      | Laura Wich                              |
| Herrendoppel | Ahmetcan Oruç Yusuf Yaşar     | Fabien Delrue Matéo Martinez     | Ondřej Král Jan Louda                   |
| Herrendoppel | Ahmetcan Oruç Yusuf Yaşar     | Fabien Delrue Matéo Martinez     | Quentin Filliettaz Andrin Lukas Waefler |
| Damendoppel  | Lea Maria Müller Ronja Stern  | Emily Westwood Lilian Yang       | Kristina Kulchitskaia Anna Pianzina     |
| Damendoppel  | Lea Maria Müller Ronja Stern  | Emily Westwood Lilian Yang       | Nicole Perroud Nicole Schaller          |
| Mixed        | John Torjussen Emily Westwood | Paweł Pietryja Kornelia Marczak  | Florian Schmid Lea Maria Müller         |
| Mixed        | John Torjussen Emily Westwood | Paweł Pietryja Kornelia Marczak  | Fabien Delrue Sharone Bauer             |
| Team         | University of Nottingham      | Westböhmische Universität Pilsen | Universität Bern                        |
| Team         | University of Nottingham      | Westböhmische Universität Pilsen | Universität Freiburg                    |